# Pio IX (Brasile)
Pio IX è un comune del Brasile nello Stato del Piauí, parte della mesoregione del Sudeste Piauiense e della microregione di Pio IX.